# 东山街道 (南京市)
东山街道，中國江蘇省南京市江寧區的中心區域，面積95平方公里，人口13萬，轄下19個居委會、4個村委會。商业发达，是连接江宁区与南京市区的结合部。江宁区区政府位于东山街道。
民国时，因辖区变迁，江宁县县治在1934年后移驻土山镇。1935年，土山镇恢复原名东山镇。